# کشی اندرسون
کشی اندرسون (انگلیسی: Keshi Anderson؛ زادهٔ ۶ آوریل ۱۹۹۵) بازیکن فوتبال اهل بریتانیا است.
از باشگاه‌هایی که در آن بازی کرده‌است می‌توان به باشگاه فوتبال کریستال پالاس، باشگاه فوتبال دونکستر راورز، و باشگاه فوتبال بارتون راورز اشاره کرد.